# Tinytrema bondi
Tinytrema bondi là một loài nhện trong họ Trochanteriidae. Loài này phân bố ở Nieuw-Zuid-Wales, Victoria en Tasmanië.